# Megachile tridentata
Megachile tridentata là một loài Hymenoptera trong họ Megachilidae. Loài này được Ashmead mô tả khoa học năm 1900.